# Fascaplysinopsis reticulata
Fascaplysinopsis reticulata är en svampdjursart som först beskrevs av Jörn Hentschel 1912.  Fascaplysinopsis reticulata ingår i släktet Fascaplysinopsis och familjen Thorectidae. Inga underarter finns listade i Catalogue of Life.